# Burg Hoheneybach
Die Burg Hoheneybach ist eine abgegangene Höhenburg auf dem 602 m ü. NN hohen Himmelsfelsen bei dem Ortsteil Eybach der Stadt Geislingen an der Steige im Landkreis Göppingen in Baden-Württemberg.

## Geschichte
Die Burg Hoheneybach ist 1265 und 1281 mit den Herren von Eybach, einer möglichen helfensteinischen Ministerialenfamilie, indirekt erstmals erwähnt.
1291 verkaufte der Graf von Helfenstein die Burg, „castrum Iwach“ genannt, an das Kloster Ellwangen, welches in der Folge Niederadlige belehnte:
1317 erhielt der Niederadlige Konrad von Ahelfingen, welcher zuvor auf der Kocherburg saß, Hoheneybach als Lehen. Konrads Sohn Ulrich wird 1347 und 1353 als Lehensträger genannt und verpflichtete sich 1368, die Burg für das Kloster Ellwangen immer offen zu halten. Mindestens Ulrich von Ahelfingen nannte sich nach Hoheneybach. Über Heiratsverbindungen besaßen ebenso Angehörige des Adelsgeschlechts vom Stein zu Klingenstein Ansprüche am Rechtskomplex der Burg, auf welche sie schriftlich verzichteten.
Vor 1412 gelangte das Lehen Hoheneybach an die Niederadligen von Randeck. 1412 bestätigte dann Wolf von Zillenhart den Erhalt der Burg mit Zubehör.
Ab 1456 war die Burg Stammsitz der Familie von Degenfeld. Die Degenfelder erbauten Mitte des 16. Jahrhunderts das Schloss Eybach unterhalb des Himmelsfelsens. Die Kirche in Eybach diente als Grablege. Im Dreißigjährigen Krieg wurde die Burg Hoheneybach zerstört. Sie soll aber vermutlich 1711 noch bewohnt worden sein und war ab 1724 eine Ruine.

## Beschreibung
Heute zeigt die Burgstelle nur noch Geländespuren mit Mauerresten und hinter dem Himmelsfelsen noch einen dreizehn Meter tiefen Halsgraben.

## Galerie

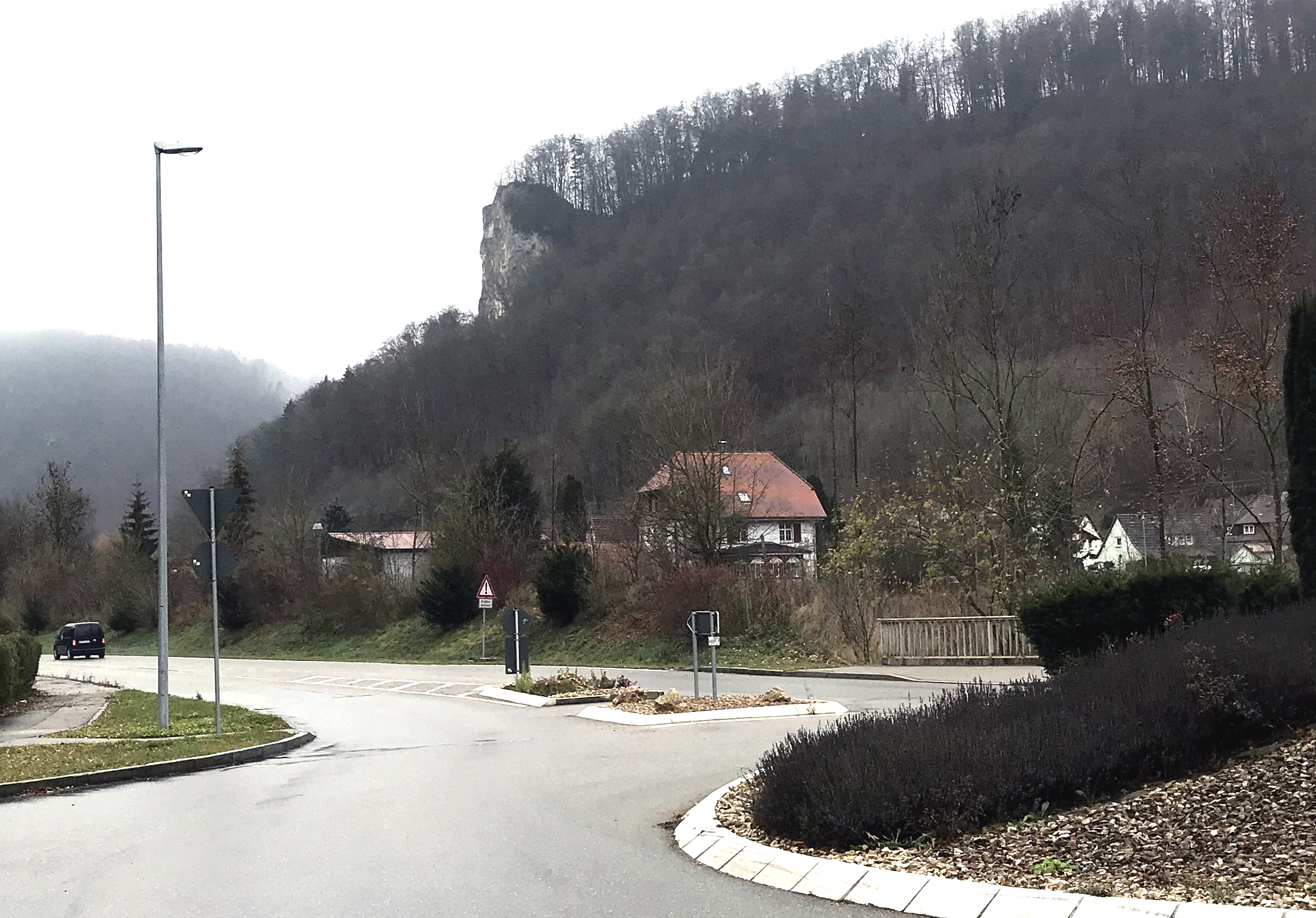
Blick von Norden auf den Himmelsfelsen mit dem im Winter deutlich erkennbaren tiefen Halsgraben
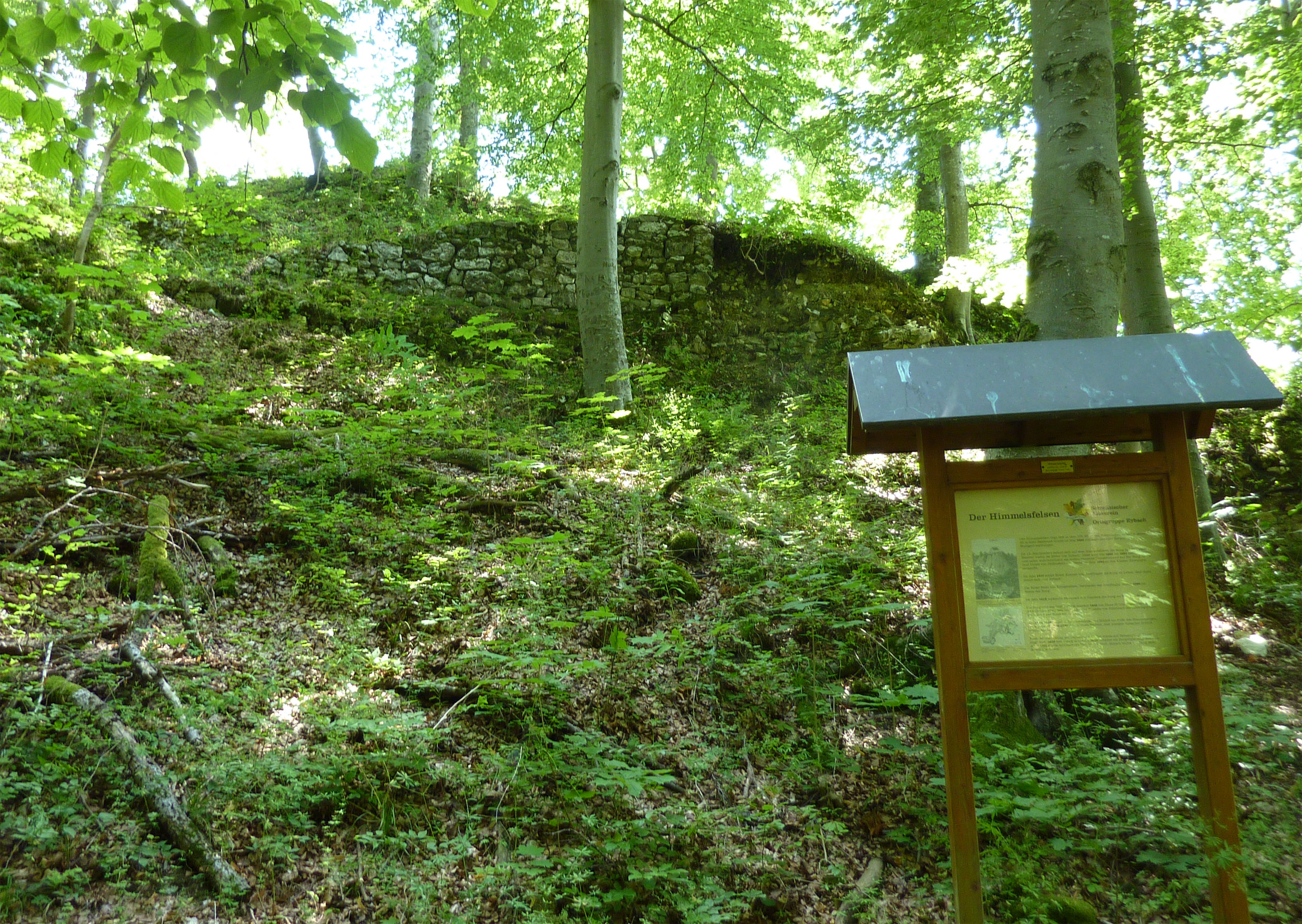
Blick vom Halsgraben hinauf zu Mauerresten der Burg
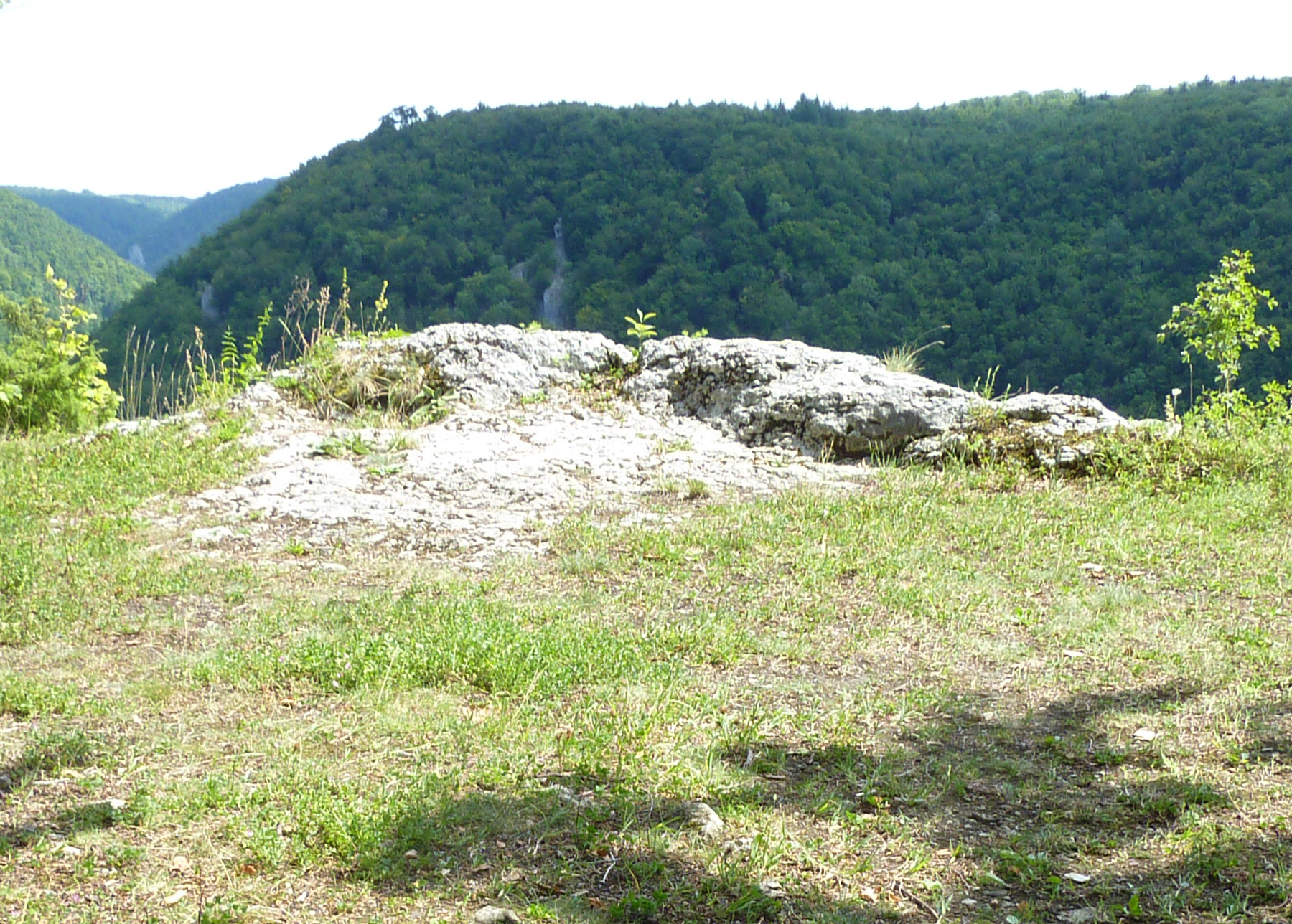
Hochfläche, auf der der Palas stand
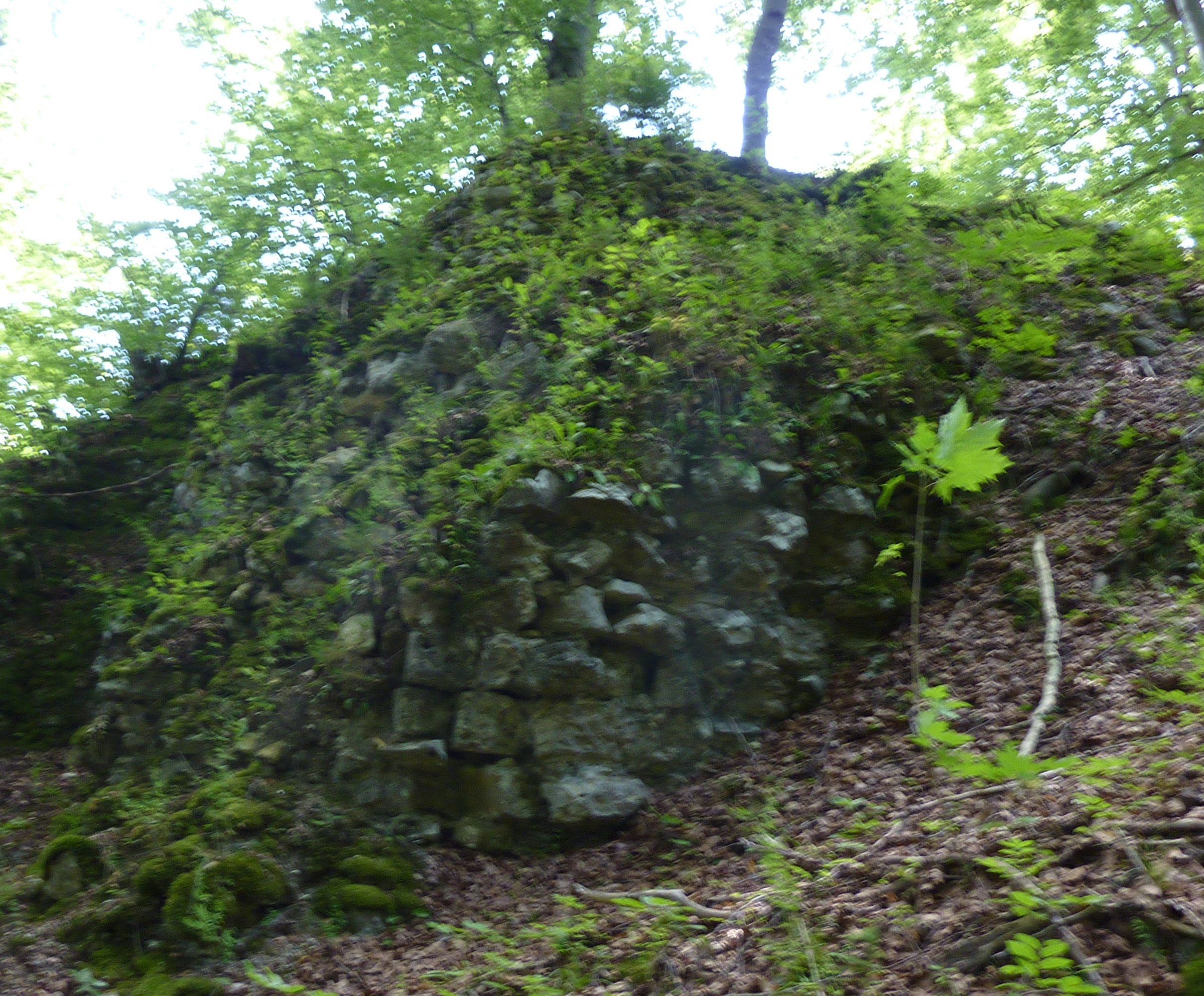
Mauerreste an der Nordecke der Burg
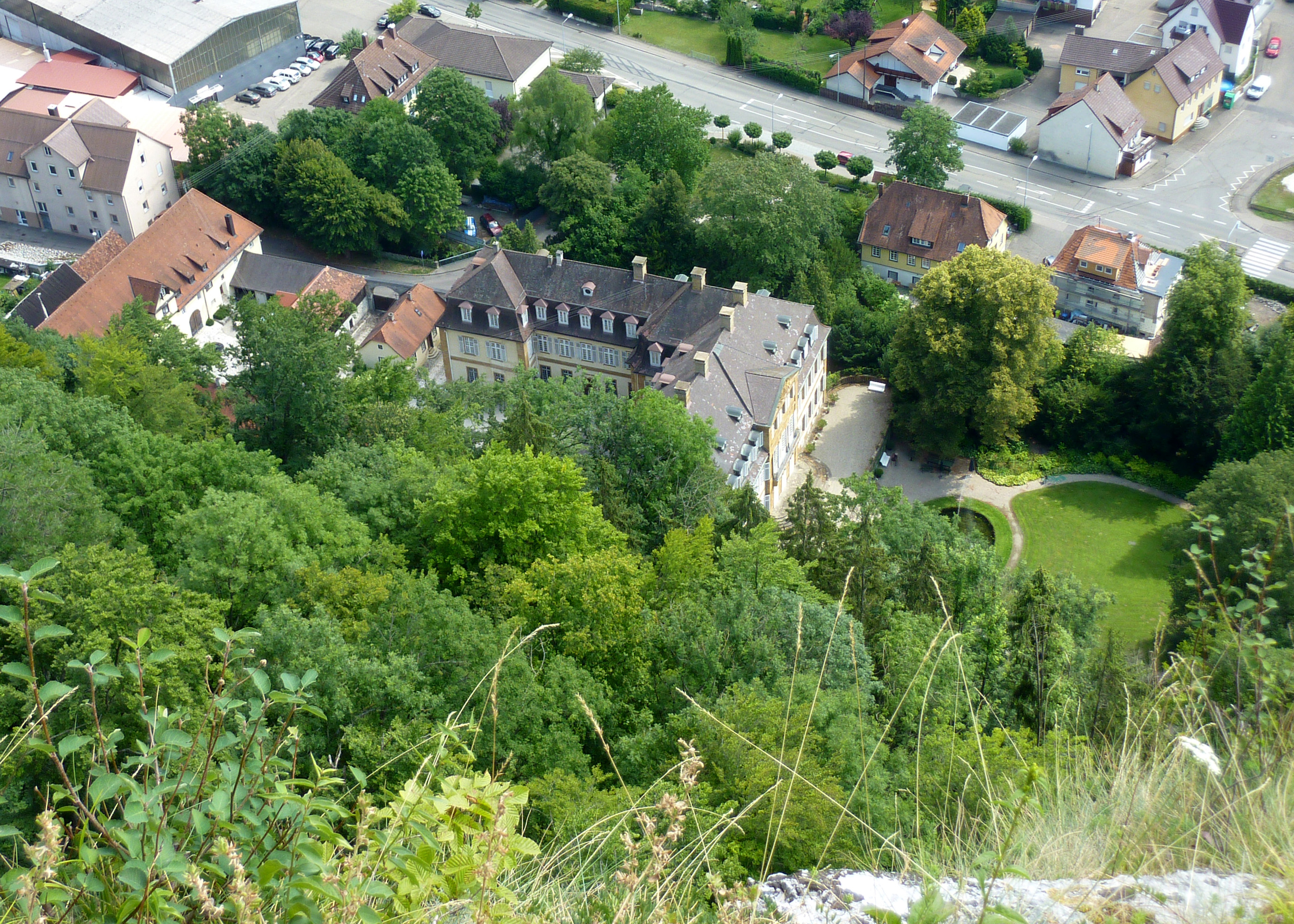
Blick vom Himmelsfelsen hinunter auf Schloss Eybach
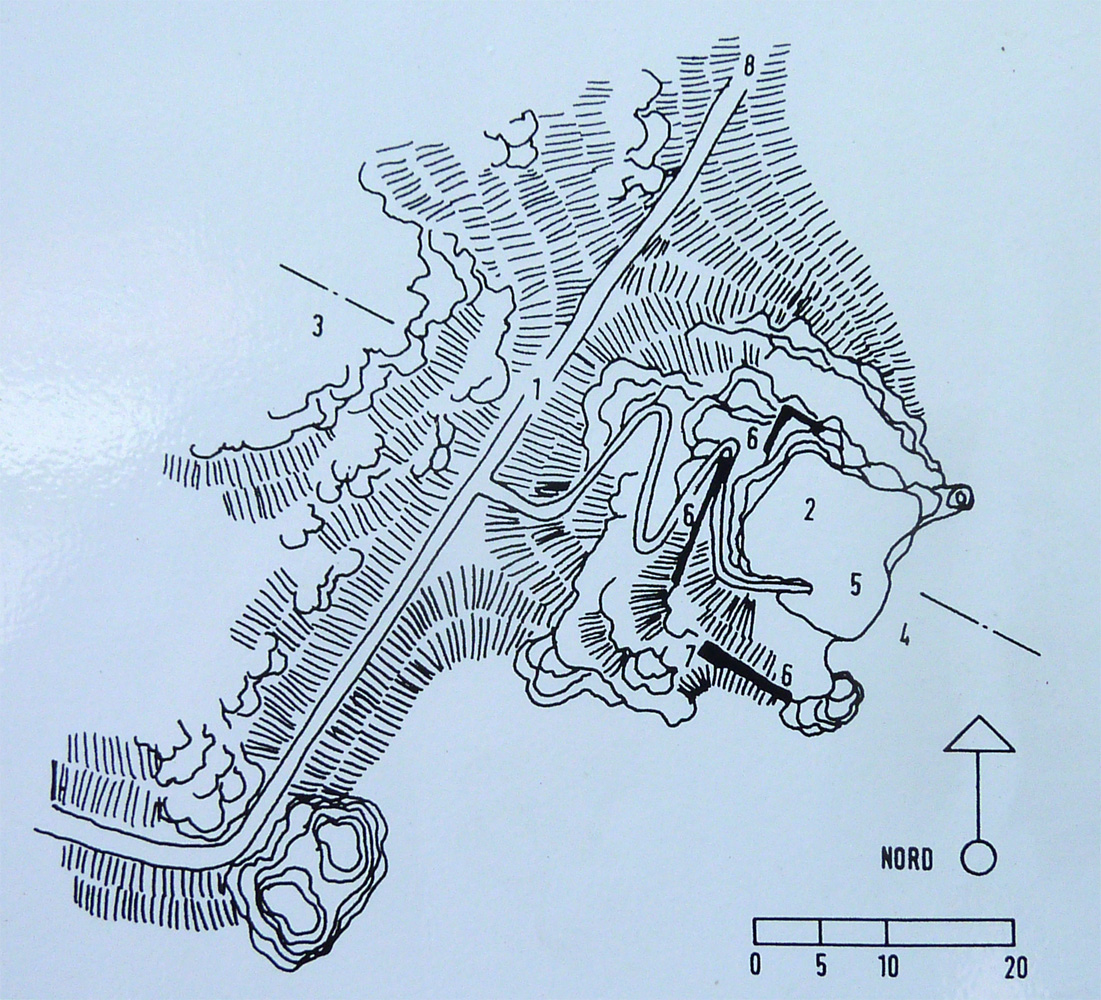
Grundriss des Burgstalls: 1: Halsgraben 2: Burgstelle 3: Hochfläche 4: Steil abfallender Fels 5: Aussichtspunkt 6: Mauerreste
7: Reste von Tuffsteinverblendung 
8: Weg von Eybach